# Protecția mediului
Protecția mediului reprezintă ansamblul reglementărilor, măsurilor și acțiunilor care au ca scop menținerea, protejarea și îmbunătățirea condițiilor naturale de mediu, ca și reducerea sau eliminarea, acolo unde este posibil, a poluării mediului înconjurător și a surselor de poluare.
Protecția mediului presupune:
- Gospodărirea rațională a resurselor;
- Reconstructia ecologică a mediului;
- Evitarea poluării mediului;
- Evitarea dezechilibrului prin conservarea naturii;
- Descoperirea cauzelor care afectează mediul;
- Proiecte complexe, rațional fundamentate.

## Regimul juridic român privind deșeurile
Ordonanța de Urgență nr. 195/2005 sancționează faptele contravenționale privind deșeurile ce pot aduce atingere protecției mediului. Potrivit acestei ordonanțe de urgență, persoanele fizice sau juridice ce aruncă sau depozitează deșeuri pe orice fel, pe maluri, în albiile râului, în apele de suprafață și în zonele umede pot fi sancționate contravențional. Pentru persoanele fizice, amenda este de la 5.000 la 10.000 lei, iar pentru persoanele juridice amenda este de la 30.000 la 60.000 lei.